# Федченкия
Федченкия (лат. Fedtschenkia indigotea) — редкий пустынный вид ос-сапиг (Sapygidae) из рода Fedtschenkia. Включён в Красную книгу Узбекистана.

## Описание
Средняя Азия: Узбекистан и Туркмения.
Населяет песчано-глинистые участки и подгорные равнины пустынной зоны (в Узбекистане известен по малочисленным находкам из окрестностей поселка Аяк-Гужумды, юго-западный Кызылкум). Биология мало исследована, предположительно, как и родственные виды, гнездовые паразиты складчатокрылых ос (Vespoidea: Pterocheilus).
Имаго посещают растения из семейства маревые. Лёт ос отмечен с мая по июнь. Вид был впервые описан в 1886 году российским энтомологом Октавием Ивановичем Радошковским (1820—1895).  Численность вида сокращается из-за хозяйственного освоения человеком целинных земель в пустынной зоне..